# Marc Lawrence
Marc Lawrence (nacido en Brooklyn, Nueva York, Estados Unidos en 1959) es un director, guionista, productor y actor estadounidense candidato al Premio Emmy. Escritor de numerosos episodios de la serie Family Ties, emitida entre 1982 y 1989 y protagonizada por Michael J. Fox. También ha dirigido algunos capítulos de la serie Sweet Valley High.
Ha escrito los guiones de numerosas comedias de Hollywood, entre los que cabe destacar The Out-of-Towners (1999), protagonizada por Steve Martin y Goldie Hawn; y Miss Congeniality (2000) y  Miss Congeniality 2: Armed and Fabulous (2005), ambas protagonizadas por Sandra Bullock. En estas dos últimas películas también ejerció de productor ejecutivo y productor, respectivamente.
Su debut en la dirección se produjo con la comedia romántica Two Weeks Notice (2002) protagonizada por Sandra Bullock y Hugh Grant, escrita también por él mismo. Fue un éxito de taquilla recaudando 199 millones de dólares globalmente. Más tarde trabajaría nuevamente con Hugh Grant en dos nuevas comedias románticas escritas y dirigidas por él, Music and Lyrics (Tú la letra, yo la música) (2007) y Did You Hear About the Morgans? (2009).
Sus hijos Clyde y Gracie Lawrence son fundadores del grupo de pop-soul Lawrence, que recientemente ha ganado gran popularidad mediante redes sociales.

## Filmografía

### Director
| Año  | Película                        |
| ---- | ------------------------------- |
| 1995 | Sweet Valley High (TV)          |
| 2002 | Two Weeks Notice                |
| 2007 | Music and Lyrics                |
| 2009 | Did You Hear About the Morgans? |
| 2014 | The rewrite                     |

### Guionista
| Año  | Película                                |
| ---- | --------------------------------------- |
| 1984 | Family Ties (TV)                        |
| 1999 | The Out-of-Towners                      |
| 1999 | Forces of Nature                        |
| 2000 | Miss Congeniality                       |
| 2002 | Two Weeks Notice                        |
| 2005 | Miss Congeniality 2: Armed and Fabulous |
| 2007 | Music and Lyrics                        |
| 2009 | Did You Hear About the Morgans?         |
| 2014 | The rewrite                             |

## Premios y nominaciones
Premios Emmy
| Año  | Categoría              | Película    | Resultado |
| ---- | ---------------------- | ----------- | --------- |
| 1987 | Mejor serie de comedia | Family Ties | Candidato |